# Jogjogan
Jogjogan is een bestuurslaag in het regentschap Bogor van de provincie West-Java, Indonesië. Jogjogan telt 7500 inwoners (volkstelling 2010).